# Aurélien Dunand-Pallaz
Aurélien Dunand-Pallaz, né le 29 décembre 1992 à Albertville, est un traileur français. Il est vice-champion d'Europe de skyrunning 2017 en Ultra SkyMarathon et champion de France de trail 2018.

## Biographie
Pratiquant le football dans sa jeunesse puis le ski alpin, Aurélien commence le ski alpinisme en 2012 et découvre les sports de montagne dont le trail. Il y démontre de bonnes qualités en remportant le titre de champion de France de trail espoir en 2013 à Gap.
Aurélien se révèle véritablement en 2017. Prenant part à la Skyrunner World Series sur les épreuves Ultra, il enchaîne les podiums. Le 3 juin, alors que Jonathan Albon survole l'Ultra SkyMarathon Madeira et bat le record du parcours, Aurélien qui avait pris un départ rapide, parvient à se maintenir en deuxième position et termine dix minutes derrière le Britannique. Le 8 juillet, il prend le départ du High Trail Vanoise qui fait également office d'épreuve Ultra SkyMarathon pour les championnats d'Europe de skyrunning. Luis Alberto Hernando domine les débats et établit un nouveau record du parcours en 8 h 17 min 5 s. Comme à Madère, Aurélien parvient à conserver la deuxième place devant Dmitry Mityaev et décroche la médaille d'argent. Lors de la dernière manche sur l'Ultra Pirineu, Aurélien se fait cette fois devancer par le Russe Dmitry Mityaev et termine troisième de la course. Le classement final ne comptant que les trois meilleurs résultats, Aurélien se hisse à la deuxième place du classement Ultra derrière Luis Alberto Hernando.
Le 14 juillet 2018, Aurélien prend le départ du trail long des championnats de France à Montgenèvre. Prenant un départ, il effectue la course en tête aux côtés de Thibaut Garrivier et suivi de près par Romain Maillard. Imposant son rythme, Aurélien parvient à creuser l'écart tandis que Patrick Bringer revient sur ses talons après une forte remontée. Aurélien gère la fin de course et s'impose pour remporter le titre.
Sélectionné pour les championnats du monde de trail 2019 à Miranda do Corvo, il doit déclarer forfait, victime d'une fracture de fatigue au sacrum et passe la saison en convalescence.
En 2020, il établit un nouveau record du monde de 24 heures de dénivelé positif. Il effectue 81 fois la même montée, à Marthod, pour totaliser 17 217 m de dénivelé positif cumulé,.
Le 26 février 2021, il prend le départ de la Transgrancanaria. Alors que tous les regards sont braqués sur le favori Pablo Villa González, Aurélien prend un bon départ pour rester aux avant-postes. Tandis que Pablo abandonne à la suite d'une blessure au doigt et que Pere Aurell s'empare des commandes de la course, il accélère progressivement le rythme pour rattraper l'Espagnol puis le double et creuse l'écart. Il s'impose finalement en solitaire avec vingt minutes d'avance sur ce dernier. Le 27 août, il prend pour la première fois le départ de l'Ultra-Trail du Mont-Blanc. Novice sur cette distance, il est annoncé comme un outsider. Courant dans le groupe de poursuivants aux côtés de Germain Grangier, il décide de prendre les devants pour tenter d'accrocher une place sur le podium. Il profite de l'abandon de Jim Walmsley pour se retrouver en deuxième place provisoire. Il voit ensuite revenir sur lui Mathieu Blanchard mais défend sa position et hausse son rythme pour finalement terminer deuxième en 20 h 58 min 31 s, à seulement douze minutes derrière le vainqueur François D'Haene.
Le 14 juillet 2023, il s'élance au départ de la Hardrock 100, épreuve pour laquelle il s'est spécifiquement entraîné. D'emblée, il prend les commandes de la course et impose son rythme. Il creuse peu à peu l'écart sur ses rivaux et s'assure d'une confortable avance. Il s'impose en solitaire en 23 h 0 min 7 s et devance de 50 minutes son plus proche poursuivant, Beñat Marmissolle. Le 20 octobre, il s'élance pour la première fois sur la Diagonale des fous. Il prend rapidement les commandes de la course, talonné par le Suisse Jean-Philippe Tschumi. Il impose son rythme et se détache seul en tête. Il s'impose en 23 h 21 min 23 s avec quarante minutes d'avance sur Germain Grangier.
L'année 2024 est plus compliquée puisqu'il abandonne successivement l'Ultra-Trail du Mont-Blanc en août puis la Diagonale des fous en octobre, sans blessure mais victime de coup de fatigues sur les deux courses.
Il exerce la profession de kinésithérapeute.

## Palmarès
| no  | masculin           | Course                                                  | Longueur | Départ            | Temps            |
| --- | ------------------ | ------------------------------------------------------- | -------- | ----------------- | ---------------- |
| 2e  | Médaille d'argent  | Trail Matheysin                                         | 30 km    | 8 mai 2014        | 2 h 56 min 17 s  |
| 7e  | 7e                 | Championnats du monde de skyrunning - Ultra SkyMarathon | 80 km    | 27 juin 2014      | 11 h 31 min 5 s  |
| 2e  | Médaille d'argent  | Ultra SkyMarathon Madeira                               | 55 km    | 3 juin 2017       | 5 h 55 min 30 s  |
| 2e  | Médaille d'argent  | Championnats d'Europe de skyrunning - Ultra SkyMarathon | 67 km    | 8 juillet 2017    | 8 h 31 min 4 s   |
| 3e  | Médaille de bronze | Ultra Pirineu                                           | 110 km   | 23 septembre 2017 | 12 h 44 min 15 s |
| 2e  | Médaille d'argent  | Ultra Trail de l'île de Madère                          | 115 km   | 28 avril 2018     | 14 h 19 min 5 s  |
| 1re | Médaille d'or      | Championnat de France de trail long                     | 67 km    | 14 juillet 2018   | 7 h 11 min 51 s  |
| 1re | Médaille d'or      | Transgrancanaria                                        | 128 km   | 26 février 2021   | 13 h 42 min 43 s |
| 2e  | Médaille d'argent  | Ultra Trail Barcelona                                   | 82 km    | 8 mai 2021        | 9 h 11 min 39 s  |
| 2e  | Médaille d'argent  | Ultra-Trail du Mont-Blanc                               | 170 km   | 27 août 2021      | 20 h 58 min 31 s |
| 3e  | Médaille de bronze | Ultra Pirineu                                           | 100 km   | 2 octobre 2021    | 10 h 44 min 29 s |
| 2e  | Médaille d'argent  | Maxi-Race du Lac d'Annecy                               | 88 km    | 28 mai 2022       | 9 h 13 min 36 s  |
| 2e  | Médaille d'argent  | Maxi-Race du Lac d'Annecy                               | 88 km    | 27 mai 2023       | 8 h 50 min 24 s  |
| 2e  | Médaille d'argent  | Monte Rosa SkyMarathon                                  | 35 km    | 17 juin 2023      | 4 h 36 min 26 s  |
| 1re | Médaille d'or      | Hardrock 100                                            | 100 mi   | 14 juillet 2023   | 23 h 0 min 7 s   |
| 1re | Médaille d'or      | Wildstrubel by UTMB - 70K                               | 70 km    | 16 septembre 2023 | 7 h 36 min 3 s   |
| 1re | Médaille d'or      | Diagonale des Fous                                      | 165 km   | 20 octobre 2023   | 23 h 21 min 23 s |
| 3e  | Médaille de bronze | Maxi-Race du Lac d'Annecy                               | 94 km    | 1er juin 2024     | 9 h 28 min 38 s  |
| 1re | Médaille d'or      | Trail Verbier Saint-Bernard - X-Traversée               | 76 km    | 12 juillet 2025   | 9 h 8 min 55 s   |